# Liste der Kulturgüter in Wila
Die Liste der Kulturgüter in Wila enthält alle Objekte in der Gemeinde Wila im Kanton Zürich, die gemäss der Haager Konvention zum Schutz von Kulturgut bei bewaffneten Konflikten, dem Bundesgesetz vom 20. Juni 2014 über den Schutz der Kulturgüter bei bewaffneten Konflikten sowie der Verordnung vom 29. Oktober 2014 über den Schutz der Kulturgüter bei bewaffneten Konflikten unter Schutz stehen.
Objekte der Kategorien A und B sind vollständig in der Liste enthalten, Objekte der Kategorie C fehlen zurzeit (Stand: 1. Januar 2022). Unter übrige Baudenkmäler sind weitere geschützte Objekte zu finden, die im Verzeichnis der Objekte von überkommunaler Bedeutung der kantonalen Denkmalpflege zu finden und nicht bereits in der Liste der Kulturgüter enthalten sind.

## Kulturgüter
| Foto | | Objekt                                                                     | Kat. | Typ | Standort                              | Beschreibung |
| ---- | --- | -------------------------------------------------------------------------- | ---- | --- | ------------------------------------- | ------------ |
| ja   | Datei hochladen · Wikidata zu Reformierte Kirche Wila (Q29574286)                                     | Reformierte Kirche KGS-Nr.: 7756                                           | A    | G   | Chileweg 6.1 706177 / 253013          |              |
| ja   | Datei hochladen · Wikidata zu Ruine Hohenlandenberg (Q1806013)                                        | Hohenlandenberg, mittelalterliche Burgstelle KGS-Nr.: 7757                 | A    | F   | 707740 / 250590                       |              |
| ja   | Datei hochladen · Wikidata zu Reformiertes Pfarrhaus und Wohnhaus Blumenau mit Gartenhaus (Q29933267) | Reformiertes Pfarrhaus und Wohnhaus Blumenau mit Gartenhaus KGS-Nr.: 12690 | B    | G   | Tösstalstrasse 14, 12 706104 / 253201 |              |
| ja   | Datei hochladen                                                                                       | Tössbrücke KGS-Nr.: 16626                                                  | B    | G   | Tablatstrasse 706628 / 252752         |              |

## Übrige Baudenkmäler
| ID       | Foto |                 | Objekt                                      | Kat.    | Typ | Standort                              | Beschreibung |
| -------- | ---- | --------------- | ------------------------------------------- | ------- | --- | ------------------------------------- | ------------ |
| 18100288 | ja   | Datei hochladen | Ehemaliges Bauernhaus Stucki                | B reg.  | G   | Aegetswil 707269 / 253024             |              |
| 18100446 | ja   | Datei hochladen | Friedhofgebäude                             | C       | G   | Friedhofstrasse 706174 / 253001       |              |
| 18100455 | ja   | Datei hochladen | Doppelwohnhaus, Hausteil 1                  | B reg.  | G   | Tösstalstrasse 32 706203 / 252992     |              |
| 18100456 | ja   | Datei hochladen | Doppelwohnhaus, Hausteil 2                  | B reg.  | G   | Tösstalstrasse 30 706202 / 253000     |              |
| 18100465 | ja   | Datei hochladen | Wohnhaus zur alten Post, Hausteil 1         | B reg.  | G   | Tösstalstrasse 43 706231 / 252951     |              |
| 18100471 | ja   | Datei hochladen | Wohnhaus zur alten Post, Hausteil 2         | B reg.  | G   | Tösstalstrasse 45 706234 / 252938     |              |
| 18101097 | ja   | Datei hochladen | Bauernhaus mit Scheune und Werkstattgebäude | B kant. | G   | bei Tösstalstrasse 18 706106 / 253161 |              |

Legende: Im Wesentlichen siehe Legende der Liste der Kulturgüter von nationaler und regionaler Bedeutung, mit folgenden Ausnahmen:
- Anstelle der KGS-Nummer wird als Objekt-Identifikator (ID) die Inventarnummer im Verzeichnis der Objekte von überkommunaler Bedeutung des kantonalen Denkmalschutzamtes verwendet.
- Bei den Kategorien wird wie folgt unterschieden: B kant. = Objekt von kantonaler Bedeutung (Kanton Zürich); B reg. = Objekt von regionaler Bedeutung (Kanton Zürich).